# Tzum (Friesland)
Tzum (westfriesisch Tsjom) ist ein westfriesisches Dorf in den Niederlanden mit 1.115 Einwohnern (Stand: 1. Januar 2024), vier Kilometer südöstlich von Franeker, heute Teil der Gemeinde Waadhoeke (bis 2017 Franekeradeel). Die Ortschaft liegt auf einem zum Schutz gegen Sturmfluten aufgeschütteten Siedlungshügel (Warft). Mit 72 Metern ist der Kirchturm der höchste aller Dorfkirchen in Friesland.

## Persönlichkeiten
- Reinier van Tzum (circa 1600–1670), Kaufmann in Diensten der niederländischen Ostindien-Kompanie, Bürgermeister von IJlst.